# سالنتو (کیندیو)
سالنتو (انگلیسی: Salento, Quindío)یک منطقه مسکونی در کشور کلمبیا است.